# 新西兰社会主义
新西兰社会主义在19世纪影响甚微，但在20世纪初逐渐发展为一场政治运动，其早期的成长主要体现在工人运动中。
社会主义在当代新西兰政治中所扮演的角色取决于人们对“社会主义”一词的定义。但很少有主流政治人物会用“社会主义者”来形容自己。“社会民主人士”这一说法更为常见，而“左翼”或“中左翼”等笼统术语则使用得更频繁。新西兰拥有多种多样的社会主义议题和组织，其中一些在公共行动中发挥了相当大的作用，例如反战运动；也有一些团体则坚定支持社会主义革命。
新西兰的一些主要政党（如新西兰工党）虽然在历史上与社会主义有联系，但由于它们接受资本主义经济体系，因此如今一般不被视为社会主义政党。更有可能被贴上“社会主义”标签的，是一些存在于主流政治之外的小型马克思主义组织，例如“组织奥特亚罗瓦”、“国际社会主义组织”和“社会主义奥特亚罗瓦”等。